# Mariner 5

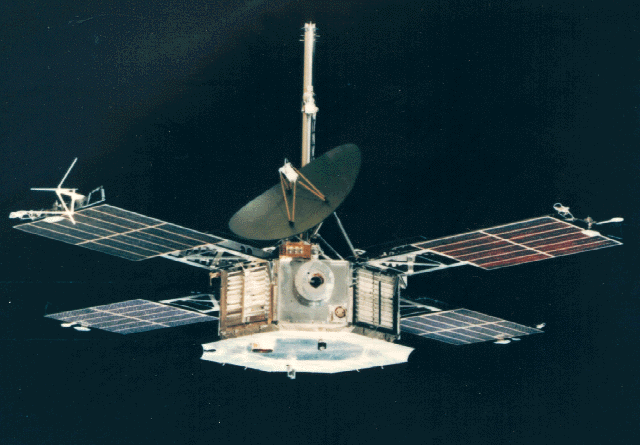
Mariner 05

Mariner 5 (Mariner Venus 1967) là tàu vũ trụ của chương trình Mariner mang theo một loạt các thí nghiệm để thăm dò bầu khí quyển của sao Kim bằng cách phát hiện huyền bí, đo phổ Lyman-alpha (tia cực tím) và lấy mẫu các hạt năng lượng mặt trời và biến động từ trường trên hành tinh. Mục tiêu của nó là đo các từ trường liên hành tinh và từ trường của sao Kim, các hạt tích điện, plasma, khúc xạ xạ và phát xạ tia cực tím của bầu khí quyển sao Kim.
Mariner 5 thực sự được xây dựng như một bản sao lưu cho Mariner 4, nhưng sau thành công của nhiệm vụ Mariner 4, nó đã được sửa đổi cho sứ mệnh Venus bằng cách tháo camera TV, đảo chiều và giảm bốn tấm pin mặt trời, và thêm cách nhiệt bổ sung.
Việc cất cánh diễn ra vào ngày 14 tháng 6 năm 1967 từ Khu liên hợp Khởi tạo Không quân Cape Canaveral 12 trên phương tiện Atlas 5401. Hiệu suất phóng là bình thường thông qua phần Atlas khi khởi chạy và đốt Agena đầu tiên, với tất cả các hệ thống hoạt động ở mức thích hợp. Trong lần đốt Agena thứ hai, các biến động bất thường trong áp suất buồng động cơ xảy ra, tuy nhiên chúng không cản trở việc tăng tốc để thực hiện di chuyển liên hành tinh thành công. Đã có một số lần xuất hiện của hành vi này trên các chuyến bay của NASA và Không quân Hoa Kỳ trước đó và một chương trình đã được bắt đầu để sửa chữa nó dẫn đến việc thiết kế lại hộp số turbopump Agena. Mariner 5 bay sát sao Kim vào ngày 19 tháng 10 năm đó ở khoảng cách 3.990 km (2.480 dặm). Với nhiều công cụ nhạy cảm hơn tàu tiền nhiệm Mariner 2, Mariner 5 đã có thể làm sáng tỏ ánh sáng mới trên hành tinh phủ đầy mây này và trên các điều kiện trong không gian liên hành tinh.
Dữ liệu huyền thoại được phát thanh về từ Mariner 5 đã giúp hiểu được dữ liệu nhiệt độ và áp suất được trả lại bởi tàu vũ trụ Venera 4, đã hạ cánh tại sao Kim ngay trước đó. Sau những nhiệm vụ này, rõ ràng là sao Kim có một bề mặt rất nóng và một bầu không khí thậm chí dày đặc hơn dự kiến.
Các hoạt động của Mariner 5 kết thúc vào tháng 11 năm 1967 và nó hiện tại trở thành một vệ tinh bay theo quỹ đạo vòng quanh Mặt Trời.